# Krystyna Modrzejewska
Krystyna Wiktoria Modrzejewska – polska filolog romańska specjalizująca się w teatrologii; nauczycielka akademicka związana z Uniwersytetem Opolskim.

## Życiorys
Bezpośrednio po ukończeniu studiów na Uniwersytecie Wrocławskim w 1977 roku podjęła pracę jako lektorka języka francuskiego w Studium Języków Obcych Wyższej Szkoły Pedagogicznej im. Powstańców Śląskich w Opolu (od 1994 roku Uniwersytet Opolski). W 1985 roku Rada Wydziału Filologii Polskiej Uniwersytetu Wrocławskiego nadała jej tytuł doktora nauk humanistycznych w zakresie na podstawie pracy pt. Współczesny teatr francuski w repertuarze polskich teatrów dramatycznych w latach 1945–1970, napisanej pod kierunkiem prof. Józefa Heisteina. W latach 1987–1991 była kierownikiem tego studium.
W 1994 roku została adiunktem oraz kierownikiem w Zakładzie Kultury i Języka Francuskiego Instytutu Filologii Polskiej UO. Jednostka ta została wydzielona ze struktur instytutu w 2005 roku, a w 2008 roku została przekształcona w Katedrę Kultury i Języka Francuskiego UO. W 2000 roku Krystyna Modrzejewska otrzymała stopień naukowy doktora habilitowanego nauk humanistycznych w zakresie literaturoznawstwa o specjalności literaturoznawstwo romańskie na podstawie rozprawy nt. Postać kobieca we francuskim dramacie XX wieku. Na Uniwersytecie Opolskim utworzyła w 1995 roku specjalizację filologia romańska na kierunku filologia oraz w 2002 roku specjalność europeistyka kulturoznawcza. W 2007 roku prezydent Polski Lech Kaczyński nadał jej tytuł profesora nauk humanistycznych. 26 kwietnia 2018 została odznaczona Orderem Palm Akademickich
Poza działalnością na opolskiej uczelni kierowała ośrodkiem Alliance Française w Opolu w latach 1992–2002. Utworzyła opolski Oddział Towarzystwa Przyjaźni Polsko–Francuskiej w 1988 roku i została jego prezesem do 1992 roku.

## Dorobek naukowy
Zainteresowania naukowe Krystyny Modrzejewskiej koncentrują się wokół zagadnień związanych z literaturą francuską, dramatem XX i XXI wieku, tożsamością kulturową płci w obrazie literackim, uwodzeniu, komparatystyce, translatoryce. Do jej najważniejszych prac należą:
- Współczesny teatr francuski w Polsce w latach 1945–1970, Opole 1993.
- Postać kobieca we francuskim dramacie XX wieku, Opole 1999.
- La femme dans la littérature française – symbole et réalité, Opole 1999 (redakcja).
- Postać męska we francuskim dramacie XX wieku, Opole 2004.
- La condition masculine dans la littérature française, Opole 2005 (redakcja).